# Akademija za likovno umetnost in oblikovanje v Ljubljani
Akademija za likovno umetnost in oblikovanje v Ljubljani (kratica ALUO) je akademija s sedežem na Erjavčevi cesti v Ljubljani, članica Univerze v Ljubljani.
Ustanovljena je bila leta 1945 kot Akademija upodabljajočih umetnosti in v času svojega obstoja večkrat spremenila svoje ime v skladu z novimi vsebinami. Trenutni dekan je prof. Alen Ožbolt.

## Struktura
Oddelki
- Oddelek za industrijsko in unikatno oblikovanje
- Oddelek za kiparstvo
- Oddelek za oblikovanje vizualnih komunikacij
- Oddelek za restavratorstvo
- Oddelek za slikarstvo

Katedre
- Katedra za slikarstvo in risbo
- Katedra za grafiko
- Katedra za video in nove medije
- Katedra za kiparstvo
- Katedra za konserviranje in restavriranje likovnih del
- Katedra za grafično oblikovanje
- Katedra za interaktivno oblikovanje
- Katedra za ilustracijo
- Katedra za fotografijo
- Katedra za industrijsko oblikovanje
- Katedra za unikatno oblikovanje oblikovanje
- Katedra za teoretske predmete